# Штефан Йордан
Штефан Йордан (нім. Stefan Jordan) — німецький астроном, професор в Інституті астрономічних обчислень Гайдельберзького університету, спеціаліст з білих карликів, активний учасник космічної місії Gaia.

## Біографія
1979—1985 вивчав фізику в Кільському університеті. В 1985—2001 (з невеликими перервами) працював в Кільському університеті науковим співробітником. 1988 там отримав ступінь доктора філософії, а 1997 року зробив габілітацію.
2001—2004 працював постдоком в обсерваторії Геттінгенського університету і в Тюбінгенському університеті.
З квітня 2004 року працює в Інституті астрономічних обчислень Гайдельберзького університету. 2006 року зробив габілітацію в Гайдельберзі, а 2014 року посів посаду професора. Багато років викладає в Гайдельберзькому університеті курси «Вступ до астрономії і астрофізики» та «Зоряна астрономія і астрофізика».

## Наукові результати
Протягом більшої частини своєї наукової кар'єри Штефан Йордан займався пізніми стадіями еволюції зір, зокрема білими карликами та їхніми магнітними полями. В 2005 він став першим, хто детектував магнітні поля в центральних зорях планетарних туманностей.
Бере активну участь в космічній місії Gaia, розробляючи методи швидкої обробки астрометричної інформації. Також використовує дані Gaia для вимірювання паралаксів білих карликів, перевірки точності моделей їхніх атмосфер, пошуку подій гравітаційного мікролінзування, пошуку змінних білих карликів.
Станом на січень 2023 року має 90 рецензованих наукових статей у базі даних Scopus та H-індекс рівний 37.